# أولاد بوعلي النواجة
أولاد بوعلي النواجة هي قرية في إقليم سطات ضمن جهة الشاوية ورديغة بالغرب المغربي. كان مجموع عدد سكان الجماعة القروية أولاد بوعلي النواجة 7.402 نسمة.(تعداد السكان الرسمي 2004)